# 九十九里教会
九十九里教会（くじゅうくりきょうかい）は、千葉県山武市松尾町松尾にある日本基督教団の教会。ヘボンゆかりの教会として知られており、教会堂は登録有形文化財である。

## 概要
1877年（明治10年）ごろ武射郡松尾近在の渡辺伊十郎は、東葛飾郡法典付近で活動をしていた安川亨と戸田忠厚の伝道に接して求道し、1882年（明治15年）に安川亨より洗礼を受けた。そして翌年には、渡辺伊十郎宅で12名が洗礼を受け、南郷に伝道所を設置し九十九里教会と称した。九十九里教会の創立は1883年（明治16年）11月1日とされている。
その後1884年（明治17年）には旧松尾藩士らが受礼を希望、教勢が進展した。1886年（明治19年）には教会堂建設の議が起こり、翌年の1887年（明治20年）11月に現在の教会堂が完成した。建設に際して、応援伝道のためにこの地を訪れていたアメリカ長老教会の宣教師ジェームス・カーティス・ヘボンが寄付金全体の約3分の1を自ら供しており、設計にも関わったものと考えられている。実際に施工したのは、椎名という日本の大工である。
木造下見板張りの外壁に瓦葺きの切妻屋根をのせた素朴なキリスト教会堂建築であるが、正面に入母屋屋根の玄関ポーチが付けられており、白い下見板張りの外壁は軽やかな印象を与えアメリカ的なものを感じさせる。日本では早い時期に建てられた教会堂ということもあって、後の時代の木造ゴシックの教会堂とは若干趣を異にしている。

## 所在地
千葉県山武市松尾町松尾60-1

## 交通アクセス
- JR東日本総武本線松尾駅より徒歩7分。
- 国道126号松尾駅入口交差点そば